# Jingkun Xu
Jingkun Xu (en chinois : 徐京坤, Xu Jingkun) est un navigateur professionnel chinois de course au large, né le 9 septembre 1989 dans la ville-district de Pingdu, dans la province du Shandong. À la barre de l'Imoca Singchain Team Haikou, il devient en 2024 le premier Chinois à prendre le départ d'un Vendée Globe. Il le termine le 18 février 2025 à la 30e place, sur 40 engagés.

## Enfance
Jingkun Xu naît le 9 septembre 1989 dans la ville-district de Pingdu, préfecture de Qingdao, province du Shandong, à l'est de la Chine. Il est issu d'une famille de viticulteurs modestes établis dans un village de montagne, Dadeshan, à quatre heures de route du port de Qingdao. Fils unique, Jingkun est destiné à reprendre l'exploitation familiale. Mais, à douze ans, il perd son avant-bras gauche dans un accident de feu d'artifice, ce qui le rend inapte au travail de la terre. Après une période d'abattement, il concentre tous ses efforts sur l'athlétisme, pour lequel il a des dispositions.

## Carrière
La Chine recherche des athlètes en vue des Jeux paralympiques de Pékin, qui auront lieu en 2008. On offre le choix à Xu entre trois disciplines : la voile, la bicyclette ou la course à pied. En 2005, Xu a 16 ans, ne sait pas nager et n'a vu qu'une seule fois la mer. On lui propose une initiation à la voile pour découvrir cet univers. Les débuts sont très difficiles. Il se blesse souvent. Cependant il choisit de relever le défi. Il opte pour la voile. Au sein de l'équipe nationale chinoise,, il entame un lent apprentissage de trois années. Les épreuves de voile des Jeux paralympiques ont lieu à Qingdao. Sur un Sonar, avec deux coéquipiers, Xu termine 10e sur 14.
Après les Jeux, l'équipe nationale de voile paralympique est dissoute. Xu, à regret, doit s'éloigner de cette discipline. Avec un oncle, il crée une société de construction navale,.
Il apprend qu'une navigatrice britannique, Ellen MacArthur, a effectué une tournée en Chine. Sur internet, il cherche à en savoir plus. L'évocation par la jeune femme de ses tours du monde donne définitivement au garçon le goût de la mer. « J’ai découvert, dit-il, que la navigation, au-delà de la compétition, est aussi une façon de vivre. » Un désir de Vendée Globe vient de naître en lui, même s'il sait qu'il va falloir procéder par étapes pour y arriver. À partir de 2010, il se forme pour être moniteur de voile. Il va devenir un instructeur renommé.
Il remet en état neuf mois durant un catamaran quillard de 24 pieds qu'il a trouvé dans une décharge. Il le baptise China Dream. À sa barre, en 2012, il est le premier marin à effectuer le tour de la mer de Chine en solitaire avec un seul bras. Il participe en outre à de nombreuses régates en solo, non sans succès, seul skipper handicapé parmi des valides. « Là, je me suis dit qu’il fallait que je vise plus haut et que je devais aller voir plus loin. Inconsciemment, Ellen m’avait ouvert une fenêtre. » Désormais, il veut voir d'autres pays, connaître d'autres gens.

### Mini (2015)
En 2014, il vend sa maison et gagne la Bretagne. Il ne parle ni français ni anglais,. Il achète un Mini, le Pogo 2 LMS, qui devient China Dream. Il vit à son bord durant les mois de préparation. Il se fait appeler « Jackie », et ce surnom va lui rester,. En 2015, il dispute les courses du circuit Mini. En septembre, il prend à Douarnenez le départ de la Mini Transat. Troisième marin chinois à s'élancer dans cette course, il est le premier à la terminer. Il est également le premier handicapé à la terminer. China Dream se classe 37e sur 46 bateaux de série.

### Tour du monde en catamaran (2017-2020)
En 2017, aux championnats du monde de voile handisport, à Kiel, il se classe 4e en Hansa 303 (en). De 2017 à 2020, accompagné de son épouse Sofia Shaw, il effectue un tour du monde de 34 000 milles à la barre du catamaran Lagoon 42 Qingdao Dream, sans pilote automatique, faisant escale dans 40 pays. En Chine, il est élu marin de l'année 2020. Il est très impliqué dans la promotion de la course au large dans son pays. Cette année-là, il crée une école de voile à Sanya, dans une île du sud de la Chine. En 2021, paraît son livre Humble Rêveur, qui raconte comment un enfant manchot d'un petit village de montagne est devenu un skipper de tour du monde. Nous voyons en ce garçon, dit Xu, « le miracle de changer le destin avec des rêves et de la persévérance ».

### Imoca (depuis 2022)

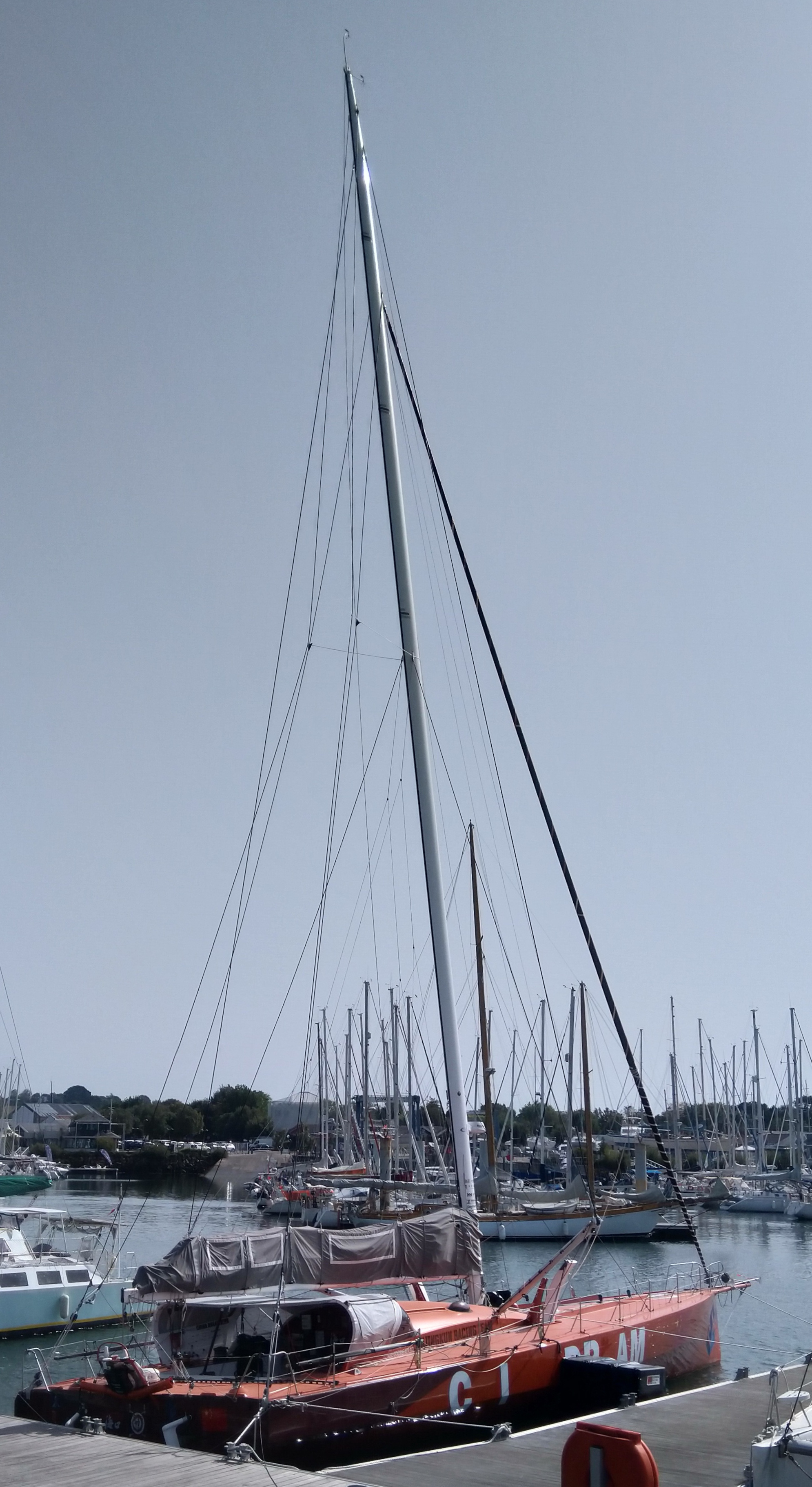
China Dream Haikou à Port-la-Forêt en septembre 2023.

Après le Vendée Globe 2020-2021, Alan Roura propose à la vente pour 1,1 million d'euros son Imoca à foils La Fabrique, un plan Finot-Conq mis à l'eau en 2007. Xu l'achète. Le bateau, qui va être basé à Port-la-Forêt, devient China Dream Haikou. Haikou, dans la même île que Sanya, est une ville qui finance en partie le projet. Xu et Sofia y ont vécu.
Xu a un petit budget et une toute petite équipe. Les deux seuls permanents sont Sofia, team manager, et lui-même. Xu se charge de tous les petits travaux à bord, apprenant ainsi à mieux connaître son bateau. En revanche, ces mêmes travaux ne lui laissent pas beaucoup de temps pour s'entraîner. Il ne peut faire mieux qu'une dizaine de navigations en solitaire et les 2 000 milles de qualification pour la Route du Rhum 2022. Par manque de temps, il ne peut non plus apporter sur le bateau des aménagements qui pallieraient son handicap.
À la veille de la Route du Rhum, Xu est de très loin le participant le plus suivi sur les réseaux sociaux : plus de 23 millions de personnes s'intéressent à ses courses. Quant à son épouse, elle n'est pas inquiète de le voir partir à la barre d'un foiler que, faute de temps, il ne maîtrise pas tout à fait : « Je ne suis pas nerveuse, dit-elle. J'ai confiance en ses capacités. Ce n'est pas un aventurier inconscient — il ne fera que des choses qu'il saura gérer. » Il est le premier skipper chinois à prendre le départ de la Route du Rhum, et il la termine. Il est 29e sur 38 Imoca,.
En octobre 2023, China Dream Haikou devient Singchain Team Haikou. Singchain Investment est une société d'investissement de Singapour, spécialisée dans le secteur du Web3. Xu est désormais aidé dans son projet de Vendée Globe par Mike Golding. Fin octobre, les deux hommes vont prendre le départ de la Transat Jacques-Vabre. Golding ne parle pas un mot de chinois. Xu arrive maintenant à s'exprimer en anglais, mais il est loin de posséder, dans cette langue, tout le vocabulaire très spécifique de la voile. « La communication, reconnaît Golding, est notre plus gros défi. » Le duo termine 33e sur 40 Imoca. En décembre, Xu est 31e sur 32 dans le Retour à la Base, course Imoca en solitaire Fort-de-France-Lorient.

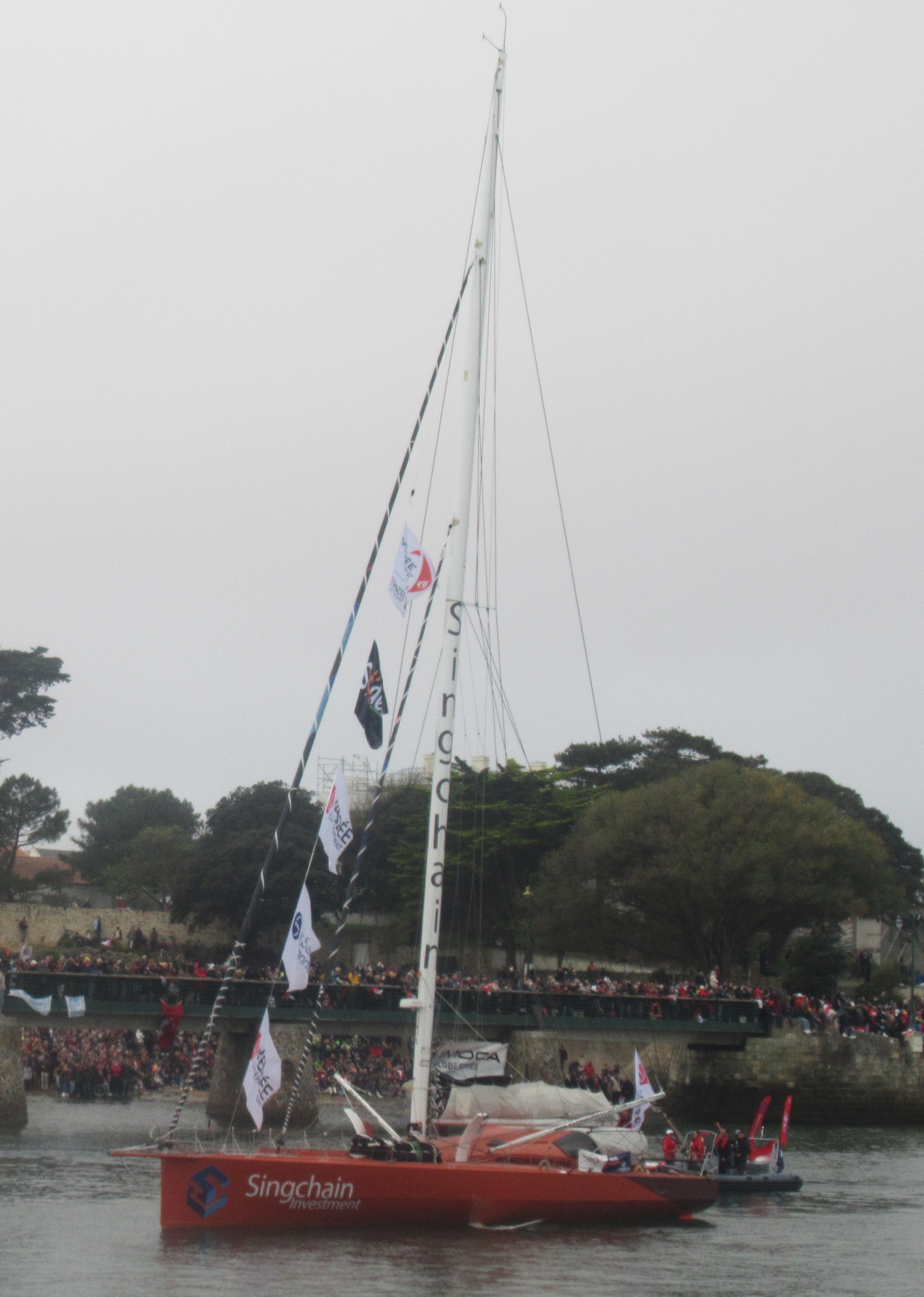
Singchain Team Haikou au départ du Vendée Globe 2024-2025.

En juin 2024, il finit 26e sur 28 Imoca dans la New York-Vendée-Les Sables-d'Olonne. Sa participation à cette course est la dernière étape de son parcours de qualification pour le Vendée Globe 2024-2025.
Le 10 novembre 2024, il est le premier Chinois à prendre le départ d'un Vendée Globe. Il a pour objectif de le terminer. « Si j'aime la navigation au large, dit-il, c'est parce que je pense que c'est un sport réservé aux courageux, qui ne tolère ni faux-semblants ni actes de lâcheté. Il faut apprendre de manière authentique et maîtriser une multitude de compétences pour pouvoir survivre en mer. » Il arrive le 18 février 2025 à la 30e place, sur 40 engagés, après 99 jours, 19 heures, 6 minutes et 11 secondes de mer. Il est le 100e marin à finir un Vendée Globe. Hubert Lemonnier, le directeur de course, situe l'exploit : « Tant qu’il n’avait pas fait le Vendée Globe, il n’avait pas la confiance des gens. Ce qu’il vient d’accomplir, c’est un énorme succès, parce qu’il n’avait pas du tout cette expérience, cette expertise maritime. Il est venu en France se former et a réussi à faire exister son projet, sans parler français, dans un milieu historiquement peu ouvert à l’international. »

## Palmarès
- 2005. 1er de la China-Japan Friendship Regatta[17]

- 2006. 1er de la China-Japan Friendship Regatta[17]

- 2007 :
  - 8e des World Disabled Sailing Championships[7]
  - 6e de la Rhode Island Handicap Invitational[7]
  - 1er de la China-Japan Friendship Regatta[17]

- 2008. 10e sur 14 aux Jeux paralympiques de Pékin, avec deux coéquipiers, à bord d'un Sonar[3]

- 2009. 3e du Club Cup Sailing Challenge[17]

- 2010. 1er du China-Japan-Korea Sailing Challenge[17]

- 2011. 7e de la Mayor's Cup[17]

- 2012. 1er du CCOR International City Cup Sailing Challenge[17]

### À la barre du MiniChina Dream, CHN 529
2015 : 
- 41e sur 44 série dans la Lorient Bretagne Sud Mini (Lorient-Pornichet), en duo avec Matthieu Guillon Verne[29]
- 29e sur 32 série dans la Pornichet Select 6.50[14]
- 23e sur 30 série dans la Mini en Mai, à La Trinité-sur-Mer[29]
- 26e sur 33 série dans le Trophée Marie-Agnès Péron, à Douarnenez[29]
- 37e sur 46 série dans la Mini Transat Douarnenez-Lanzarote-Pointe-à-Pitre, à la barre du Pogo 2 China Dream 529, en 30 j 3 h 54 min 52 s[14]

### À la barre d'un Hansa 303
2017. 4e en Hansa 303 (en) au championnat du monde de voile paralympique

### À la barre de l'ImocaChina Dream Haikou, CHN 5
2022. 29e sur 38 Imoca dans la Route du Rhum, en 16 j 8 h 34 min 0 s

### À la barre de l'ImocaSingchain Team Haikou, CHN 5
- 2023 :
  - 33e sur 40 Imoca dans la Transat Jacques-Vabre en duo avec Mike Golding, en 17 j 11 h 41 min 50 s[23]
  - 31e sur 32 dans le Retour à la Base, en 13 j 19 h 24 min 51 s[12]

- 2024. 26e sur 28 Imoca dans la New York-Vendée-Les Sables-d'Olonne, en 15 j 1 h 42 min 2 s[23]
- 2025. 30e sur 40 du Vendée Globe 2024-2025, en 99 j 19 h 6 min 11 s, ayant parcouru 27 616,1 milles à la vitesse moyenne sur le fond de 11,5 nœuds[30]

## Publications
卑微的梦想家 (Humble Rêveur), Xiao Shu Yao éditeur, Pékin, Publishing House of Electronics industry, 2021. Édition en langue chinoise.